# Серменево
Сермене́во (рос. Серменево, башк. Сермән) — село у складі Бєлорєцького району Башкортостану, Росія. Адміністративний центр Серменевської сільської ради.
Населення — 2018 осіб (2010; 1857 в 2002).
Національний склад:
- башкири — 88%